# NGC 1092
NGC 1092 é uma galáxia elíptica (E) localizada na direcção da constelação de Eridanus. Possui uma declinação de -17° 32' 33" e uma ascensão recta de 2 horas, 45 minutos e 29,5 segundos.
A galáxia NGC 1092 foi descoberta em 1886 por Frank Leavenworth.